# Jay Munly
Jay Munly (également appelé Munly ou Munly Munly), né à Québec, est un musicien canadien. Il réside maintenant à Denver dans le Colorado aux États-Unis. Il est considéré comme l'un des musiciens les plus importants du Denver Sound, musique rattachée au mouvement country alternative/gothabilly qui mêle le rock, la country, un son gothique, et le gospel. Il est membre du Slim Cessna's Auto Club ainsi que le leader de son propre groupe Munly and the Lee Lewis Harlots. En juillet 2006, Munly and the Lee Lewis Harlots a été élu comme le meilleur groupe du Colorado par le journal The Denver Post.

## Discographie
- 1996 : Blurry
- 1997 : Munly de Dar He
- 1999 : Galvanized Yankee
- 2002 : Jimmy Carter Syndrome
- 2004 : Munly & the Lee Lewis Harlots
- 2010 : Petr & the Wulf (sous l'appellation Munly & the Lupercalians)